# Reprise 1990–1999
Reprise 1990–1999 é uma coletânea musical do músico grego Vangelis, lançada em 1999.
| Críticas profissionais                                                      | Críticas profissionais |
| Avaliações da crítica                                                       | Avaliações da crítica  |
| Fonte                                                                       | Avaliação              |
| --------------------------------------------------------------------------- | ---------------------- |
| Allmusic                                                                    | [ 2 ]                  |
| Esta tabela precisa de ser acompanhada por texto em prosa. Consulte o guia. |                        |

## Faixas
1. "Bon Voyage" 2:15
2. "Dreams Of Surf" 2:39
3. "Opening" 0:56
4. "Conquest Of Paradise" 4:43
5. "Monastery Of La Rabida" 3:44
6. "Come To Me" 4:25
7. "Light And Shadow" 3:48
8. "Fields Of Coral" 3:35
9. "Movement 5" 3:40
10. "Movement 6" 4:44
11. "West Across The Ocean Sea" 2:55
12. "Theme From "Bitter Moon" 3:42
13. "Rachel's Song" 4:22
14. "Movement 4" 6:30
15. "Psalmus Ode" 4:41
16. "Dawn" 4:43
17. "Prelude" 4:36